# Edward Lu
Edward Tsang Lu (* 1. července 1963 ve Springfieldu, Massachusetts, USA) je americký fyzik a astronom.
Od prosince 1994 do srpna 2007 byl astronautem NASA. Má za sebou tři kosmické lety, včetně šestiměsíčního pobytu na Mezinárodní vesmírné stanici (ISS). Celkem strávil ve vesmíru 205 dní, 23 hodin a 20 minut.

## Život

### Mládí
Edward Lu je čínského původu, narodil se ve Springfieldu ve státě Massachusetts, dětství a mládí prožil v Honolulu na Havaji a ve městě Webster ve státě New York. Po ukončení střední školy (roku 1980) ve Websteru studoval elektrotechniku na Cornellově universitě, roku 1984 zde získal titul bakaláře. O čtyři roky později se stal doktorem aplikované fyziky na Stanfordově univerzitě. Poté se věnoval fyzice Slunce a astrofyzice ve vysokohorské laboratoři v Boulderu v Coloradu. Od roku 1992 byl zaměstnán i v Joint Institute for Laboratory Astrophysics při Coloradské univerzitě. V letech 1992 – 1995 studoval v Astronomickém institutu v Honolulu.
Edward Lu je ženatý, má jedno dítě.

### Astronaut
Zúčastnil se 15. náboru astronautů NASA, uspěl a 8. prosince 1994 byl začleněn do oddílu astronautů NASA. Po kurzu všeobecné kosmické přípravy získal v květnu 1996 kvalifikaci letového specialisty.
Brzo po dokončení přípravy byl zařazen do posádky letu STS-84. Do vesmíru odstartoval na palubě raketoplánu Atlantis 15. května 1997. Atlantis přivezl na stanici Mir nového amerického člena základní posádky. Raketoplán přistál po 11 dnech, 20 hodinách a 28 minutách letu 24. května 1997.
Ve dnech 8. – 20. září 2000 pobýval ve vesmíru podruhé. Mise STS-106 raketoplánu Atlantis trvala 11 dní, 19 hodin a 12 minut. Jejím úkolem bylo připravit a zásobit Mezinárodní vesmírnou stanici (ISS) na stálé osídlení.
V březnu 2001 byl jmenován palubním inženýrem hlavní posádky Expedice 7 na ISS, kolegy v posádce se stali Jurij Malenčenko (velitel) a Sergej Moščenko, později nahrazený Alexandrem Kalerim. Po havárii Columbie byla posádky omezena na dva kosmonauty – Malenčenka a Lua.
Do vesmíru vzlétl 26. dubna 2003 v ruském Sojuzu TMA-2. V důsledku přerušení letů raketoplánů byla Expedice 7 pouze dvoučlenná. Dvojice Malenčenko, Lu přistála po šestiměsíční směně v Kazachstánu dne 28. října 2003 po 184 dnech, 22 hodinách a 46 minutách letu.

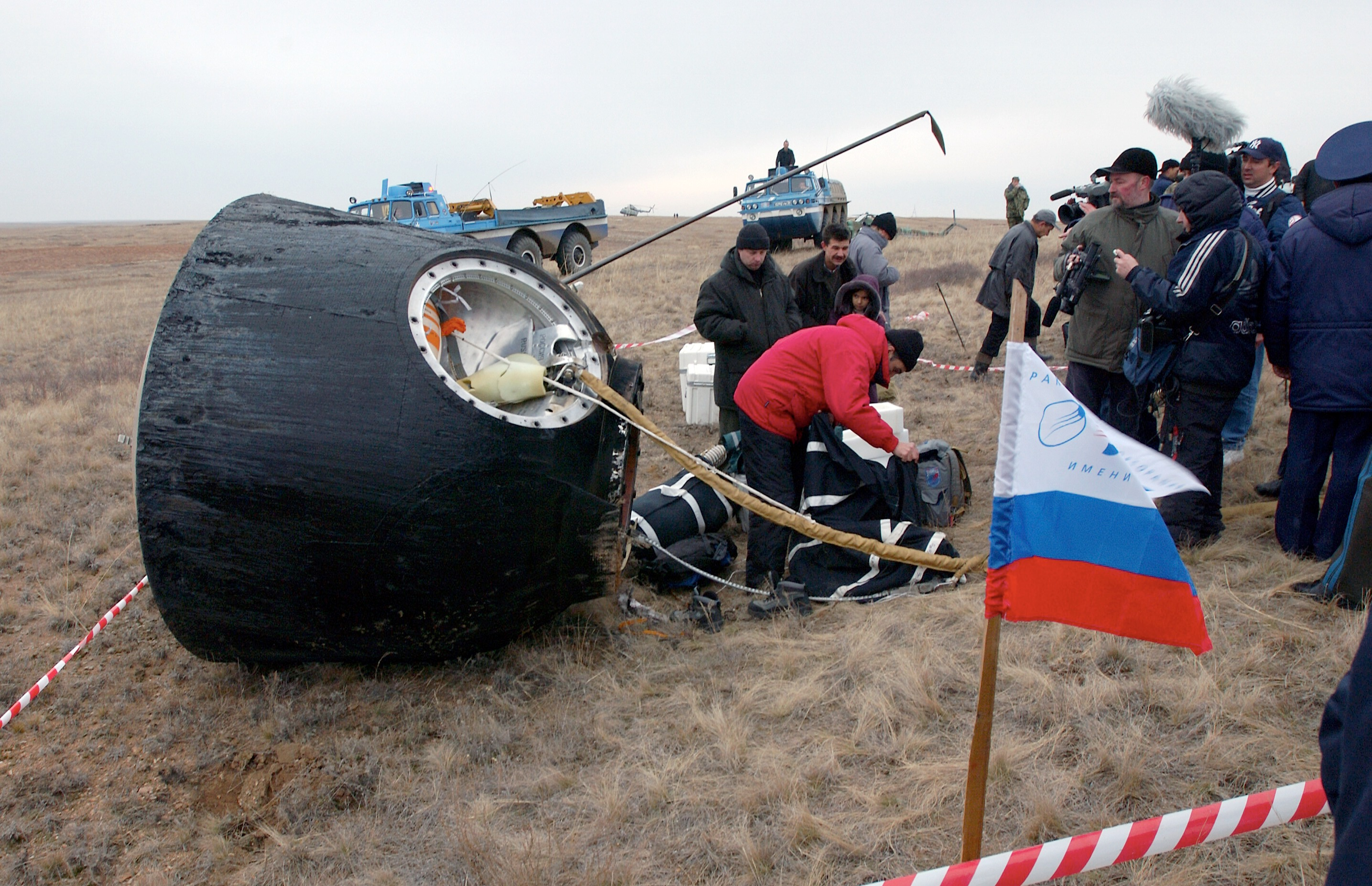
Sojuz TMA-2 přistál. Kazachstán, 28. října 2003

### Později
V srpnu 2007 odešel z NASA.
Stal se členem představenstva a generálním ředitelem neziskové Nadace B612 (B612 Foundation), která se věnuje problematice ochrany Země před dopady meteoritů.